# La Vie qui bat
La Vie qui bat est une émission de télévision jeunesse québécoise diffusée entre le 27 juin 1955 et 1968 à la Télévision de Radio-Canada.

## Principe
L'émission mettait en scène une combinaison de documentaires sur les animaux et la nature.

## Fiche technique
- Scénarisation : Marcel Cabay, José Ledoux, Fernand Seguin, François Valère
- Réalisation : Pierre Monette
- Décors : Frédéric Back

## Distribution
- Paul Pagé : animateur 1955
- Guy Provost : animateur 1956-1966
- Harvey Paradis : animateur 1966-1968
- José Ledoux : l'ami François 1955
- Désiré Aerts